# Marusja Ljubtschewa
Marusja Iwanowa Ljubtschewa (bulgarisch: Маруся Любчева, * 20. Juli 1949 in Mitrowzi, Oblast Montana) ist eine bulgarische Politikerin der Koalition für Bulgarien.

## Werdegang
Nach dem Besuch der Mittelschule  erwarb Ljubtschewa an einer Hochschule den Titel der Chemieingenieurin und promovierte zum Dr. rer. tech. An der Assen-Slatarow-Universität Burgas war sie nach ihrer Zeit als Doktorandin zunächst als wissenschaftliche Mitarbeiterin, später als Dozentin und Dekanin tätig und leitete den Lehrstuhl für Materialkunde.
Ljubtschewa gehörte dem Gemeinderat von Burgas an, von 1995 bis 2005 war sie dort stellvertretende Bürgermeisterin. 2005 zog sie in die Nationalversammlung ein. Im Vorfeld des Beitritts Bulgariens zur Europäischen Union zog sie Anfang 2007 als Beobachterin in das Europäische Parlament ein. Zum 1. Januar 2007 erhielt sie ein vollwertiges Europamandat. Bei der nötig gewordenen Nachwahl wurde ihr Mandat bestätigt. 2009 verpasste sie den Wiedereinzug, doch rückte sie im August 2013 für den ausgeschiedenen Kristian Wigenin nach.